# Коренівка (Коростенський район)
Корені́вка (до 05.08.1960 року — Годотемль, Годотемля) — село в Україні, в Коростенському районі Житомирської області. Входить до складу Овруцької міської громади. Населення становить 216 осіб.

## Географія
Село розташовано на Словечансько-Овруцькому кряжі.
У селі річка Бовдунка впадає у Норинь.

## Історія
У XVI столітті власність Федора Солтана. Згодом Годотемль успадкують Петро та Павло. Як посаг маєток перейшов до Гарасима Сурина.
У 1906 році Годотемль, село Покалівської волості Овруцького повіту Волинської губернії. Відстань від повітового міста 4 верст, від волості 13. Дворів 58, мешканців 338.